# Lioudmyla Denissova
 (juillet 2022).
Si vous disposez d'ouvrages ou d'articles de référence ou si vous connaissez des sites web de qualité traitant du thème abordé ici, merci de compléter l'article en donnant les références utiles à sa vérifiabilité et en les liant à la section « Notes et références ».
Lioudmyla Leontiïvna Denissova (en ukrainien : Людмила Леонтіївна Денісова), née le 6 juillet 1960 à Arkhangelsk en Russie, est une personnalité politique et juriste ukrainienne.

## Biographie
Elle fait des études de droit à l'université d'État de Saint-Pétersbourg.

### Carrière politique
Elle est élue député de la  IVe, Ve, VIe, VIIe et VIIIe Rada. Elle est Ministre des Affaires sociales dans le gouvernement Tymochenko II puis dans le Gouvernement Iatseniouk I sous l'étiquette Front populaire (Ukraine).

### Médiatrice
En mars 2018, elle devint commissaire aux droits de l'homme de la Verkhovna Rada d'Ukraine, elle fut démise par la Rada en mai 2022 pour avoir failli dans l'organisation de couloirs humanitaires pour évacuer des civils lors de la guerre avec la Russie.